# Friedrich Stolte
Friedrich Stolte (* 11. Juni 1889 in Eschede, Landkreis Celle; † 9. September 1969 ebenda) war ein deutscher Politiker (DP) und Mitglied des Niedersächsischen Landtages.

## Leben
Friedrich Stolte absolvierte zunächst eine theoretische und praktische Ausbildung und bewirtschaftete danach den landwirtschaftlichen Betrieb seiner Eltern. Er wurde nach dem Ende des Zweiten Weltkrieges Bürgermeister von Eschede in den Jahren 1945 bis 1946. Im Jahr 1946 wurde er Landrat im Landkreis Celle. Vom 6. Mai 1951 bis 5. Mai 1955 war er Mitglied des Niedersächsischen Landtages (2. Wahlperiode). Er gehörte der Deutschen Partei an und wurde im Landtagswahlkreis Celle-Land gewählt. Im Landtag war er Mitglied der gemeinsamen Fraktion der Deutschen Partei mit der CDU.